# Wellingore
Wellingore – wieś w Anglii, w hrabstwie Lincolnshire, w dystrykcie North Kesteven. Leży 15 km na południe od Lincoln i 179 km na północ od Londynu.